# Tatort: Finsternis
Finsternis ist ein Fernsehfilm aus der Krimireihe Tatort. Der vom Hessischen Rundfunk produzierte Beitrag ist die 1198. Tatort-Episode und wurde am 18. April 2022, am Ostermontag, im SRF, im ORF und im Ersten ausgestrahlt. Das Frankfurter Ermittlerduo Janneke und Brix ermittelt in seinem 15. Fall.

## Handlung
Als ein Paar mitten in der Nacht gemeinsam auf einem Fahrrad durch den Stadtwald am Frankfurter Stadtrand fährt, hören der junge Mann und die junge Frau in der Nähe eines abgestellten Autos Hilferufe. Die Frau macht mit ihrem Smartphone Fotos von einer männlichen Gestalt und einer blutverschmiert am Boden liegenden Person, die sie für tot halten. Als die Hauptkommissare Anna Janneke und Paul Brix Stunden später am Morgen eintreffen, sind beide Personen und das Auto verschwunden. Doch die junge Frau hatte sich das Autokennzeichen gemerkt, das Auto ist auf Maria Gombrecht zugelassen. Ihr Mann Ulrich Gombrecht, Chemielehrer an der Friedrich-Wöhler-Berufsschule und an Leukämie erkrankt, gibt an, dass seine Frau auf dem Weg zum Fastenwandern in den Pyrenäen in Frankreich unterwegs sei.
Ein Spürhund der Polizei führt die Ermittler zu einer Behelfshütte aus Zweigen im Wald, in der die Tasche des Opfers gefunden wird, an der sich Blutspuren finden, die eindeutig von Maria Gombrecht stammen. Lenny, der Bewohner der Hütte, wird daraufhin festgenommen und verhört. Das Verhör liefert aber keine Anhaltspunkte für Lenny als Täter. Die weiteren Ermittlungen ergeben, dass Maria Gombrecht aus ihrer Ehe ausbrechen wollte. Sie hatte herausgefunden, dass die Leukämieerkrankung ihres Ehemannes nur vorgetäuscht war, wodurch er moralischen Druck auf seine Frau ausüben konnte, damit sie nicht auf die Idee käme, sich von ihm scheiden zu lassen.
Gombrecht, der sich von Janneke überführt sieht, nutzt ihren Besuch bei ihm, um die Hauptkommissarin zu betäuben. Beim Versuch, ihr die Kehle durchzuschneiden, wird er von seiner Tochter Judith gestört. Da Gombrecht bereits seine Frau ermordet hatte, will er auch seine Tochter umbringen, da er ihr die Schuld am Trennungswillen seiner Frau anlastet. Letztendlich wird er von Brix und der inzwischen befreiten Janneke sowie von seiner zweiten Tochter Kristina gefunden, bevor er Judith töten kann. Bei einem Schusswechsel wird Gombrecht verletzt und schließlich ins Krankenhaus gefahren.

## Hintergrund
Der Film wurde vom 15. April 2021 bis zum 2. Juni 2021 in Frankfurt am Main und Umgebung gedreht. Die Theaterszenen wurden vor und in dem Schauspiel Frankfurt aufgezeichnet.

## Rezeption

### Kritiken
„Janneke und Brix forschen nach, gewohnt dröge, manche Dinge sitzen sie aus, was im Ermittlerberuf nicht verkehrt ist, diesem Krimi aber manche langatmige Momente beschert.“

„Einer der besten Frankfurter "Tatort"-Fälle bislang: In "Finsternis" wird ungemein spannend und elegant die Person eines kontrollsüchtigen Gewalttäters seziert.“

„Interessante Idee, arg konstruierte Ausführung [... Doch] der neue Frankfurt-Tatort „Finsternis“ [...] wirkt zwischendurch ratlos, eigentümlich verkrampft [...] Dieser Frankfurt-Tatort macht es sich und uns komplizierter, als es nötig gewesen wäre. „Finsternis“ hätte ein dunkles, konzentriertes Kammerspiel werden können, eine Geschichte von Gewalt und vom Wegsehen in einer Familie, eine psychologische Studie. [...] Petra Lüschow hat sich fürs krimiübliche Legen falscher Fährten entschieden, was irgendwann überkonstruiert wirkt.“

„Petra Lüschow (Drehbuch & Regie) erzählt psychologisch überzeugend von Familie, Macht, Kontrollverlust und Gewalt. Starke Figuren in einem mit Horror- und Thriller-Elementen angereicherten Drama, dessen Spannungskurve im letzten Drittel noch mal ansteigt. Jan Veltens Kamera erzeugt Sogwirkung. Herausragend: Uwe Preuss als unscheinbarer Berufsschullehrer. […].“

### Einschaltquoten
Bei der Erstausstrahlung von Finsternis am 18. April 2022 verfolgten in Deutschland insgesamt 8,07 Millionen Zuschauer die Filmhandlung, was einem Marktanteil von 27,6 Prozent für Das Erste entsprach. In der als Hauptzielgruppe für Fernsehwerbung deklarierten Altersgruppe von 14 bis 49 Jahren erreichte Finsternis 1,40 Millionen Zuschauer und damit einen Marktanteil von 20,0 Prozent in dieser Altersgruppe.